# صدرآباد (زرقان)
صدرآباد، روستایی در دهستان امامزاده علی بخش رحمت‌آباد شهرستان زرقان در استان فارس ایران است.

## جمعیت
بر پایه سرشماری عمومی نفوس و مسکن در سال ۱۳۹۵، جمعیت این روستا برابر با ۱۱۱ نفر (۳۹ خانوار) بوده است.